# Juan Carlos Bazalar
Juan Carlos Bazalar (Lima, 23 de febrero de 1968) es un exfutbolista y director técnico peruano. Jugaba de centrocampista defensivo y actualmente está sin equipo. Tiene 57 años y es padre del futbolista Alonso Bazalar.

## Biografía
Juan Carlos Bazalar nació el 23 de febrero de 1968 en los Barrios Altos de Lima, Perú. Hizo sus estudios en el Colegio Externado Santo Toribio del distrito del Rímac. Sobrino del también jugador crema Luis Cruzado Sánchez, está casado con la ex-voleibolista Cecilia Aróstegui Hirano, con quien tiene 4 hijos: Alonso, Paolo, Sebastián y Mathias.

## Trayectoria

### Como futbolista
En Perú militó desde las divisiones inferiores en Universitario de Deportes. Debutó profesionalmente anotando un gol frente a Sport Boys, en un partido que la «U» ganó 2-1, bajo la dirección de Percy Rojas. Debido a problemas de salud, estuvo fuera de la actividad deportiva, regresando luego de algún tiempo. Fue también jugador del Ciclista Lima, Sport Boys, Alianza Lima, Veria de Grecia, Melgar y Cienciano. Destacó por su profesionalismo en los campeonatos nacionales así como en la Copa Libertadores de América y en la Copa Sudamericana, en las cuales participó con Cienciano del Cuzco. Con Cienciano jugó en 5 ediciones de la Copa Libertadores (2004, 2005, 2006, 2007 y 2008) y en 2 ediciones de la Copa Sudamericana (2003 donde fue campeón y en 2004). 

### Como entrenador

#### Club Deportivo Pacífico FC
Debuta como entrenador en el Pacífico F. C. ascendiendo a primera division en el año 2012.

#### Club Atlético Torino
Para el año 2014 dirige al Atlético Torino.

#### Club Deportivo El Inca
Para el año 2015 dirige al Deportivo El Inca.

#### Pirata FC
Para el año 2018 dirige al Pirata FC donde se consagra campeón de la Copa Perú y asciende a Primera.

#### Deportivo Garcilaso
Para el año 2019 llega al Deportivo Garcilaso del Cusco para llevarlo a Primera.

#### FC Carlos Stein
Ese mismo año 2019 es contratado por el club Carlos Stein. Con el cual asciende a primera división del fútbol peruano.

#### Credicoop San Román
En 2020 después de un corta estadía en Carlos Stein es contratado por el club Credicoop San Román.

#### FC Carlos Stein
De otro corto plazo en 2020 retorna a entrenar al club Carlos Stein.

#### Comerciantes Unidos
En 2021 dirige unos cuantos encuentros al Comerciantes Unidos, sin haber sumado puntos es sustituido por otro entrenador.

#### Chankas
En el mismo año del 2021 llega a Chankas pero tampoco puede consolidar al equipo terminando su paso por el club apurimeño.

#### ADT
Entre 2021 y 2022 asciende a primera división del fútbol peruano con el Asociación Deportiva Tarma después de salir campeón en Copa Perú 2021, derrotando en la recta final al Alfonso Ugarte de Puno. Ese mismo año renueva su contrato con el club tarmeño para dirigirlo en la Liga 1 de la primera división peruana, pero que el equipo no consiguiera sumar puntos por la mitad del torneo apertura es sustituido por otro cuerpo técnico.

#### CD Ecosem Pasco
En 2022 llega al departamento de Pasco para entrenar al Ecosem Pasco que milita en la Copa Perú.

## Clubes

### Como futbolista
| Club                      | País   | Año       |
| ------------------------- | ------ | --------- |
| Universitario de Deportes | Perú   | 1987-1994 |
| Ciclista Lima             | Perú   | 1995      |
| Sport Boys                | Perú   | 1996      |
| Alianza Lima              | Perú   | 1997-1998 |
| Veria FC                  | Grecia | 1998-1999 |
| FBC Melgar                | Perú   | 2000      |
| Alianza Lima              | Perú   | 2001-2002 |
| Cienciano                 | Perú   | 2003-2008 |
| Sport Áncash              | Perú   | 2009      |

### Como entrenador
Datos actualizados al 29 de marzo de 2024.
| Club                       | País  | Año       | PD  | PG | PE | PP | Rendimiento |
| -------------------------- | ----- | --------- | --- | -- | -- | -- | ----------- |
| Pacífico F. C.             | Perú  | 2012-2013 | 29  | 9  | 13 | 7  | 45.97 %     |
| Atlético Torino            | Perú  | 2014      | 7   | 1  | 1  | 5  | 19.05 %     |
| Deportivo El Inca          | Perú  | 2016-2017 | 17  | 8  | 4  | 5  | 54.9 %      |
| Pirata F. C.               | Perú  | 2018      | 13  | 8  | 2  | 3  | 66.67 %     |
| Deportivo Garcilaso        | Perú  | 2019      | 9   | 6  | 1  | 2  | 70.37 %     |
| Real Sociedad Chugay       | Perú  | 2019      | ?   | ?  | ?  | ?  |             |
| Carlos Stein               | Perú  | 2019      | 4   | 2  | 1  | 1  | 58.33 %     |
| Credicoop San Román        | Perú  | 2020      | ?   | ?  | ?  | ?  | ?           |
| Carlos Stein               | Perú  | 2020      | 10  | 2  | 2  | 6  | 26.67 %     |
| Comerciantes Unidos        | Perú  | 2021      | 9   | 3  | 2  | 4  | 40.74 %     |
| Los Chankas                | Perú  | 2021      | 8   | 5  | 2  | 1  | 70.83 %     |
| Asociación Deportiva Tarma | Perú  | 2021-2022 | 25  | 7  | 9  | 9  | 40 %        |
| Ecosem Pasco               | Perú  | 2022      | 5   | 2  | 3  | 0  | 152 %       |
| Real Sociedad Chugay       | Perú  | 2022      | 8   | 2  | 4  | 2  |             |
| Los Chankas                | Perú  | 2023-2024 | 39  | 21 | 6  | 12 |             |
| Total                      | Total | Total     | 183 | 76 | 50 | 57 | 48.34 %     |

## Palmarés

### Como futbolista

#### Campeonatos nacionales
| Título           | Club                      | País | Año  |
| ---------------- | ------------------------- | ---- | ---- |
| Primera División | Universitario de Deportes | Perú | 1987 |
| Primera División | Universitario de Deportes | Perú | 1990 |
| Primera División | Universitario de Deportes | Perú | 1992 |
| Primera División | Universitario de Deportes | Perú | 1993 |
| Primera División | Alianza Lima              | Perú | 1997 |
| Primera División | Alianza Lima              | Perú | 2001 |
| Torneo Apertura  | Cienciano                 | Perú | 2005 |
| Torneo Clausura  | Cienciano                 | Perú | 2006 |

#### Copas internacionales
| Título              | Club               | País | Año  |
| ------------------- | ------------------ | ---- | ---- |
| Copa Sudamericana   | Cienciano          | Perú | 2003 |
| Recopa Sudamericana | Cienciano          | Perú | 2004 |
| Copa Kirin          | Selección del Perú | Perú | 2005 |

### Como entrenador

#### Campeonatos nacionales
| Título                    | Club           | País | Año  |
| ------------------------- | -------------- | ---- | ---- |
| Segunda División del Perú | Pacífico F. C. | Perú | 2012 |
| Copa Perú                 | Pirata F. C.   | Perú | 2018 |
| Copa Perú                 | Carlos Stein   | Perú | 2019 |
| Copa Perú                 | ADT            | Perú | 2021 |